# Intraempreendedorismo
Intraempreendedorismo é a versão em português da expressão ''intrapreneur'', que significa empreendedor interno, ou seja empreendedorismo dentro dos limites de uma organização já estabelecida. O termo ''intrapreneur'' foi criado em 1978, como abreviatura do conceito de intracorporate entrepreneuring (empreendedorismo intra corporativo); e tornado explícito pela primeira vez em 1985, por Gifford Pinchot III.
O conceito de intra-empreendedorismo foi estabelecido há três décadas, porém as empresas não estavam dispostas a dar aos empregados a liberdade para criar e, conseqüentemente, errar e oferecer-lhes um orçamento para financiar inovação. Além do mais, não queriam arcar com os custos dos erros que inevitavelmente acontecem no percurso. Hoje esse conceito já está muito difundido e valorizado nas organizações. O intraempreendedorismo (intrapreneuring) é um sistema para acelerar as inovações dentro de grandes empresas, através do uso melhor dos seus talentos empreendedores. Portanto, significa uma maneira saudável para haver positivas reações aos desafios empresariais do novo milênio.